# Laguna Mar Chiquita (Córdoba)
La laguna Mar Chiquita, o Mar de Ansenuza, es una laguna endorreica de elevada salinidad que se encuentra en el noreste de la provincia de Córdoba, en el centro-norte de Argentina. Su superficie la convierte en uno de los lagos salados más extensos del hemisferio sur y occidental.
Es la mayor superficie lacustre de Argentina y el quinto más grande de Sudamérica. Además es el quinto lago salado endorreico más grande del planeta, y el cuarto de planicie más extenso del mundo.
Gran parte de este mar interior forma parte del área natural protegida denominada Bañados del Río Dulce y Laguna de Mar Chiquita, y del Parque Nacional Ansenuza fundado en junio de 2022 a través de la Ley N.º 27.673.

## Toponimia
Es también conocida como mar de Ansenuza, y hasta mediados del siglo XIX como laguna de los Porongos, por una especie de calabacilla (Lagenaria vulgaris) muy común en la región, aunque en la actualidad esta última denominación ha quedado reservada a una serie de lagunas menores que se encuentran algunas decenas de kilómetros al noroeste.
La superficie de Mar Chiquita ha tenido grandes oscilaciones a lo largo de su historia. El menor tamaño documentado corresponde a 1891 (110.000 hectáreas, 75 km de este a oeste y 35 km de norte a sur). Su máximo fue en el año 2003 (600.000 ha, 110 km este-oeste y 90 km norte-sur). Su tamaño más frecuente oscila entre 200 y 300 mil hectáreas.
La laguna ocupa una depresión muy poco profunda. En niveles máximos las partes más profundas han llegado hasta 11 metros, y niveles promedio se ubican entre 4 y 5 metros, en áreas reducidas. La mayor parte de la laguna está por debajo de ese nivel, y en grandes extensiones no supera el metro.

## Geología
La laguna de Mar Chiquita, formada en el Pleistoceno superior, es el punto más bajo de una cuenca endorreica, cuyos principales afluentes son los ríos Dulce, Suquía, Plujunta y Xanaes. Al igual que las Salinas Grandes, la falla geológica se formó sobre el lecho de un golfo marítimo arqueano durante el plegamiento andino. A esto se debe la abudancia de sulfato de sodio que saliniza las aguas de la laguna. La salinidad de la misma fluctúa en relación con los aportes fluviales. Cuando éstos se incrementan, la salinidad disminuye, variando en un rango de un máximo de 250 hasta un mínimo de 30 g/L, es decir, idéntica a la salinidad que se encuentra en la costa marítima argentina de Las Toninas. Las sales predominantes son el cloruro de sodio, sulfato de sodio, sulfato de calcio y sulfato de magnesio.

## Hidrología
Prácticamente todos los aportes hídricos superficiales son fluviales de agua dulce y entre ellos se destacan por el norte el río Dulce (también conocido, según la zona, como Salí, Míshqui Mâyu y Petri), y por el sur los ríos Primero (o Suquía) y Segundo (o Xanaes), entre el Primero y el Segundo se ubican depresiones longitudinales o paleocauces inundables como la cañada del Manantial y la cañada de Plujunto. Por el oeste existen cursos de agua menores como el río Seco, que procede, como el río Primero y el Segundo, de la zona oriental de las Sierras de Córdoba.
El río Dulce aporta su caudal por el borde norte de la laguna, mientras que los ríos Primero, Segundo y Plujunta, lo hacen por el sur. Antes de alcanzar la laguna, sus afluentes forman bañados sobre una superficie de casi 10 000 km². Los más importantes son los bañados del Petri, ubicados en la zona norte de la laguna. Por el lado sur, en cambio, los ríos desembocan en la laguna en forma directa. En el caso del río Primero, lo hace en la denominada laguna del Plata, el Plujunta en una bahía cercana a la ciudad de Miramar. Y el río Segundo en una bahía cercana a la localidad de Altos de Chipión.
Otro aporte importante de aguas es subterráneo, en efecto, en gran medida la laguna es una afloración del acuífero Guaraní.[cita requerida] El llamado «borde de los Altos de Chipión» o «Cuesta de Morteros» resulta un verdadero dique natural en el este de la laguna, que impide el flujo superficial de sus aguas hacia la cuenca del Plata. También es elevada la costa sudeste, en la zona llamada Barrancas del Saladillo. En cambio, por el norte y oeste las costas son bajas y poco precisas, existiendo algunas lomadas muy bajas que se entroncan con ramificaciones de las Sierras de Córdoba.

### En cifras

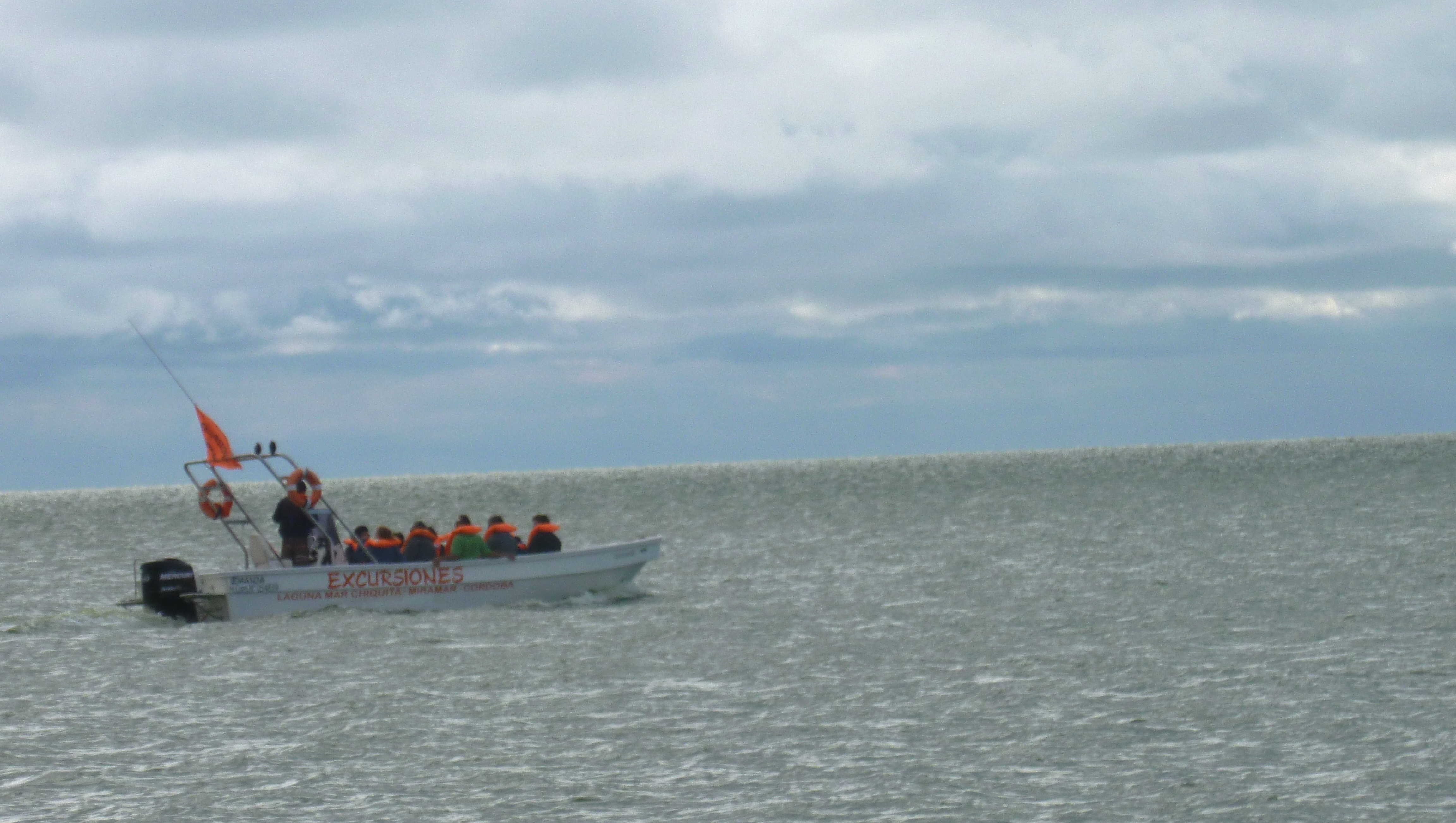
Vista de la Mar de Ansenuza o Chiquita (Reserva Provincial de Córdoba-Argentina Declarada sitio Ramsar).

- Profundidad máxima (2003): 10-11m. Esta profundidad corresponde a las fases de niveles altos, como viene ocurriendo desde mediados de la década de 1970.
- Altitud media sobre el nivel del mar: 70 a 71 m s. n. m. (en diciembre de 2010 el pelo de agua se encontraba a 68,05 m s. n. m.).
- Volumen de agua -aprox.- en 2005: 100 000 millones de m³ = 100 km³.
- En el 2003 la laguna alcanzó a tener 600 000 ha, registrándose las siguientes dimensiones: 110 km de este a oeste y 95 km de norte a sur.

### La salinidad y sus variaciones cíclicas

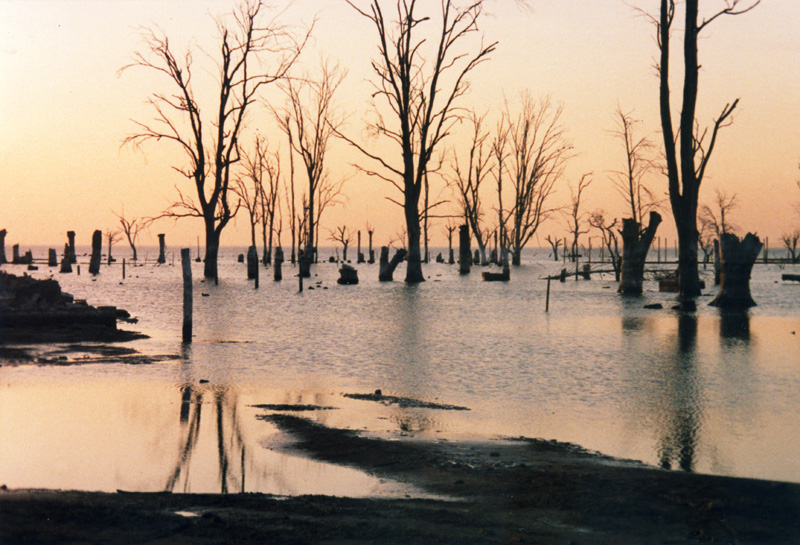
Mar Chiquita inundada, agosto de 1989.

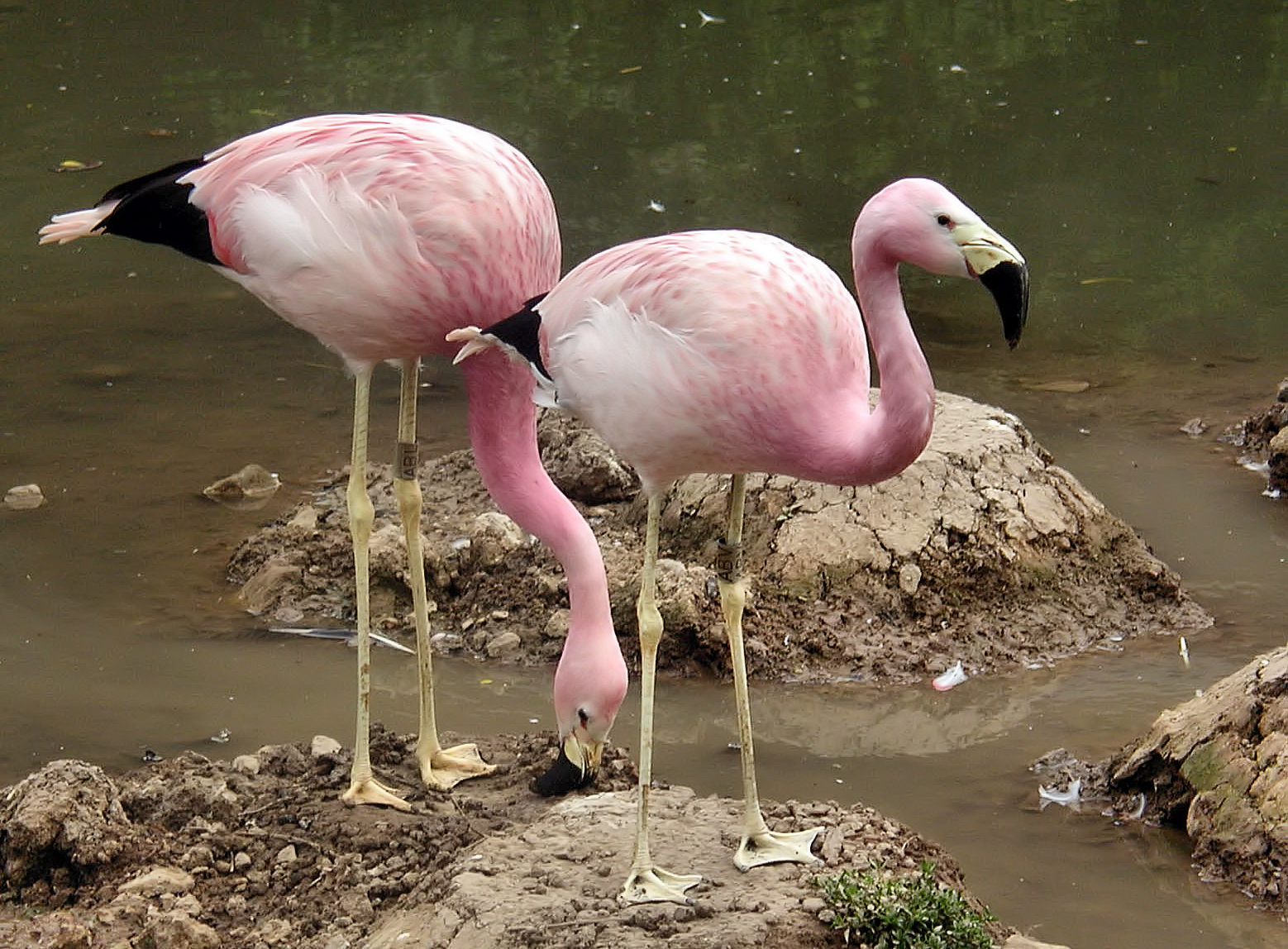
Pareja de parinas grandes, especie característica de Mar Chiquita.

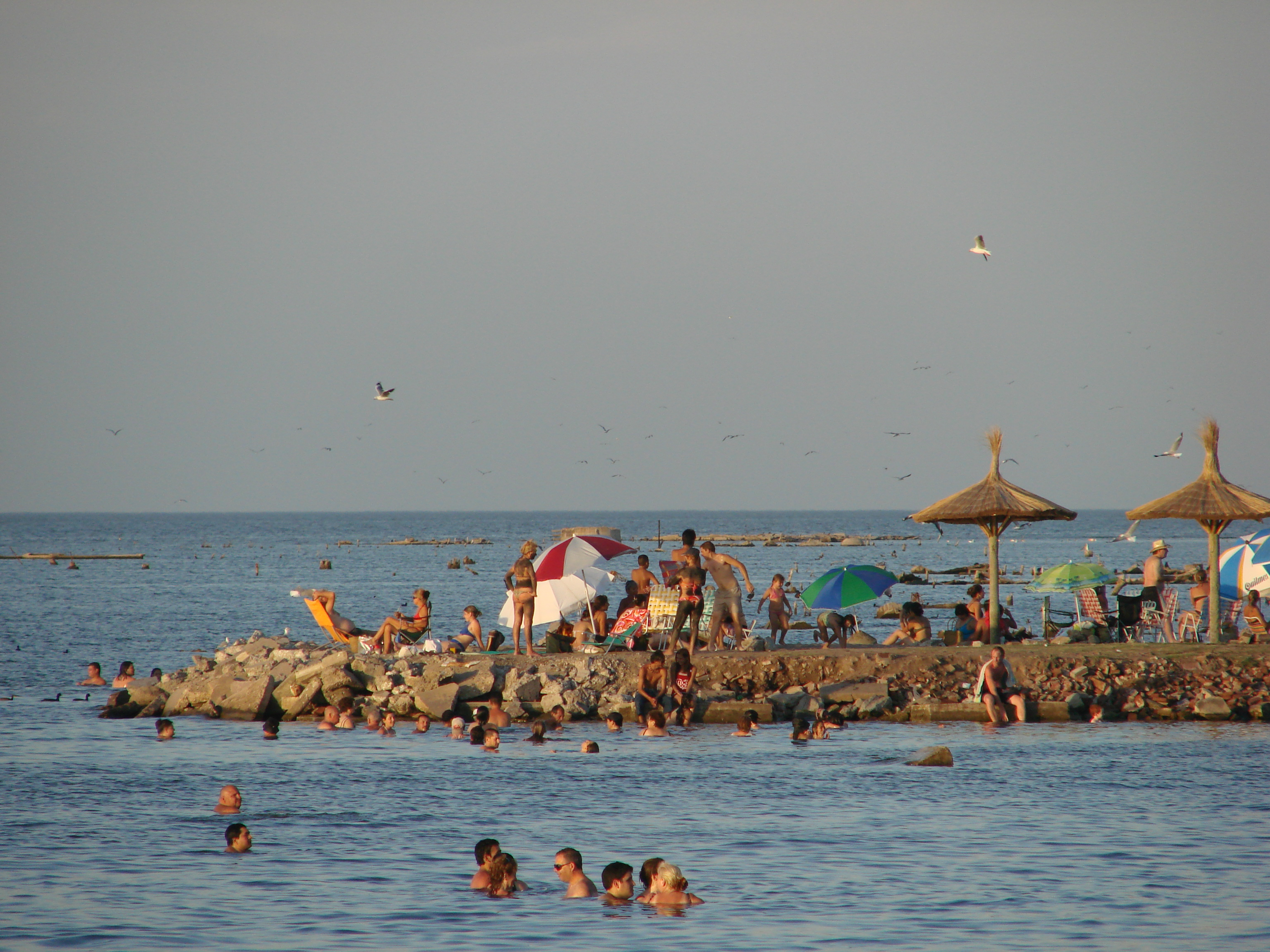
Miramar de Ansenuza, la actual playa en verano.

Las principales sales que se encuentran en la laguna son cloruro de sodio, sulfato de sodio, cloruro de calcio y otras sales de manganeso, litio y potasio. Los componentes minerales principales en forma de hidrosoles, según análisis efectuados por el Instituto CIQAPA de la Universidad Católica de Córdoba son:[cita requerida]
- Residuo seco: 78,7 %
- Potencial hidrog. (pH): 8
- Sodio (Na): 28,2 g/l
- Cloruro: 36,9 g
- Sulfato: 11 g
- Calcio (Ca): 528 mg/l
- Magnesio (Mg): 360 mg/l
- Potasio (K): 283 mg/1
- Litio (Li): 10 mg/l
- Hierro (Fe): < 1 mg/l
- Mercurio (Hg): < 0,01 mg/l

Las precipitaciones en las regiones avenadas por los ríos Primero y Segundo, y especialmente el Petri o Dulce, son actualmente muy variables. Por tal motivo también es —según el aporte de aguas dulces de tales ríos— muy variable el tenor de la salinidad en Mar Chiquita o Ansenuza. La salinidad varía según el ciclo de aportes hídricos entre un mínimo de 28,7 g/L a un máximo de 360 g/L (en el año 1911), esto es: de 2,87 % a 36,00 %. En diciembre de 2010 la salinidad era de 62 g/L, en enero de 2013 la salinidad o halinidad era de 80 g/L. La salinidad de las aguas de los océanos va desde un 30 ‰ (g/L) a un 50 ‰, siendo el promedio un 35 ‰, por lo que Mar Chiquita durante el tramo final del siglo XX y parte del XXI poseyó la salinidad que le permitiría ser encuadrada como un mar interior.
Por ejemplo los caudales del río Dulce relevados en el dique Los Quiroga ubicado en el centro de la provincia de Santiago del Estero y a más de 400 km de la desembocadura del río en Mar Chiquita han sido los siguientes:
- período cuasi decenal, de 1977 a 1986: 146 m³/s
- período precedente de 9 años, de 1968 a 1976: 50 m³/s
- período de 6 años, de 1968 a 1973: 39 m³/s
- período de 3 años, de 1974 a 1976: 98 m³/s

Sin embargo el embalse de Los Quiroga se encuentra a mucha distancia de Mar Chiquita y en el trayecto desde el mismo, el río Dulce pierde mucho caudal por evaporación e infiltración subterránea (realimentando el Acuífero Guaraní) o por utilización humana (para riego, uso hogareño e industrial).

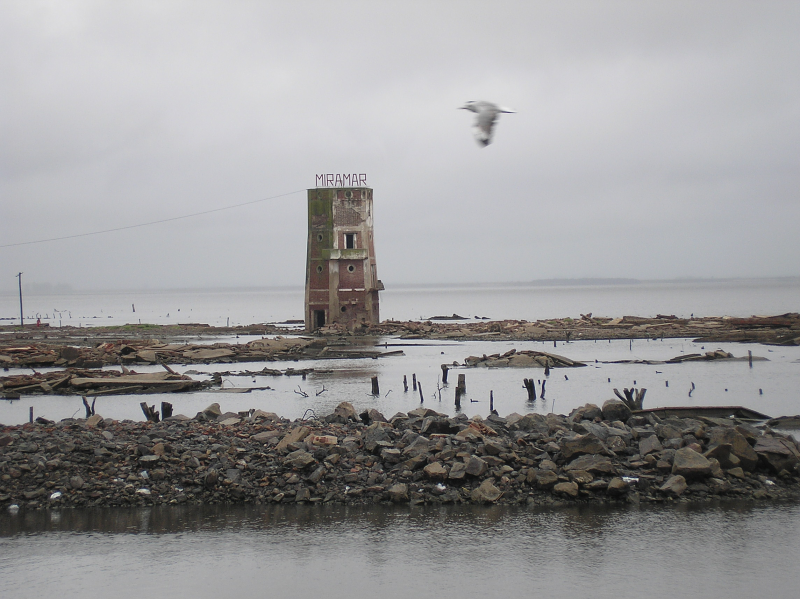
Ruinas del tanque de agua del viejo hotel Copacabana de Miramar en Córdoba, Argentina.

De este modo en el principal brazo del delta que el río Dulce tiene al desembocar en la Mar Chiquita el caudal promedio de sus aguas disminuye de 30 a 40 m³/s. Todo esto significa que el aporte hídrico del Dulce puede pasar de poco más de 0 m³/s a unos 130 m³/s.
Como ocurrió a fines de los 1960 y durante el período 1977-1986. Esto significó un aporte de 41 millardos (mil millones) de m³ de agua solo por el río Dulce, cifra que se duplica al sumársele los aportes de los ríos Primero y Segundo. Tales aportes han hecho que el nivel de Mar Chiquita se haya elevado 9 m desde los períodos reseñados y que el rango de la salinidad de las aguas haya disminuido de 275 a 29 g/L lo cual ha significado una extraordinaria variación en un breve lapso (si bien se ha mantenido casi invariable la salinidad de las arcillas y limos).

### Consecuencias de la elevación de las aguas
Como consecuencia de la elevación de las aguas a partir de la inundación de 1977 no sólo Miramar de Ansenuza fue sumergida (debió mudar su emplazamiento), sino que muchas islas, con playas propias para la nidificación de las diversas especies de flamencos, quedaron anegadas. Si bien persistió una gran cantidad de ejemplares adultos, se contabilizaba una notoria escasez de nidos observada en 1992 (año en que el nivel de las aguas se estabilizó). Luego de este acontecimiento, se reinició la nidificación y reproducción masiva de los flamencos.
El crecimiento de la laguna comenzó en 1977 y finalizó en 1981, inundando varias casas, 108 hoteles y numerosos hospedajes.
La salinidad de las aguas, disminuyó drásticamente en 1977 como consecuencia del aumento del nivel de agua, lo que posibilitó el incremento de la presencia de peces, los cuales compitieron con los flamencos por un alimento entonces abundante: la Artemia salina, un crustáceo cuya presencia disminuyó fuertemente.
En compensación, desde esa época se ha incrementado notablemente la presencia del pejerrey (pez de la familia Atherinopsidae) de excelente carnadura, con buenos rendimientos comerciales y muy atractivo para la pesca deportiva. También apareció —desde el río Dulce— el valioso dorado.

## Islas
La Mar Chiquita cordobesa posee varias islas, la mayoría de ellas se encuentran en el delta del río Petri (o Dulce) y al formar parte de tal delta son bajas, anegadizas y de formas bastante cambiantes estando pobladas por denso bosque chaqueño; aunque las más importantes islas e islotes de Mar Chiquita se ubican en la mitad sur del espejo de agua, se trata en este caso de unas pocas alargadas islas arenosas, siendo la mayor de ellas la Isla del Mistolar (coordenadas 30°36′53″S 62°52′58″O / -30.61472, -62.88278), estas islas varían de superficie según sean tiempos de sequía o de inundación, la erosión (principalmente la eólica) e incluso por el influjo de las mareas, la isla del Mistolar supera los 10 km².

## Flora y fauna
Si bien constituye por sí sola un ecosistema, la laguna de Mar Chiquita se encuentra en el sector más austral de la región chaqueña, allí donde tal bioma se vuelve transicional con el de la región pampeana. Las precipitaciones medias anuales alcanzan los 758 mm, la temperatura media anual es de 18,5 °C.
La vegetación de sus costas es halófila, aunque casi inmediatamente se encuentra un denso bosque natural de chañar, quebracho, e isletas de palmera.
Abunda la avifauna, con 329 especies de aves de las cuales 142 corresponden a especies directamente relacionadas con ambientes acuáticos. Se destacan las grandes bandadas de flamencos, diversas especies de patos, garzas (incluso raros avistajes como la garza azul), gallaretas, loros, y aves migratorias como el halcón peregrino (que llega en diciembre desde Alaska) etc. En sus aguas se crían falsas nutrias (coipos o quiyás).
En los períodos en que las aguas de Mar Chiquita presentan una salinidad similar a la oceánica, las poblaciones de pejerrey (Odontesthes bonariensis) ocupan todo el espejo, al ser esta una especie eurihalina. En los ciclos donde la salinidad aumenta a niveles máximos, este pez se retrae a las áreas próximas a la desembocadura de los ríos, donde la salinidad es menor.
En cuanto a los invertebrados hay estudios sobre los mosquitos de la zona que citan 22 especies.

## Conservación
Gran parte de la laguna de Mar Chiquita y los bañados del río Dulce constituye una extensa reserva provincial de Córdoba: bañados del río Dulce y laguna de Mar Chiquita. Toda el área estaba considerada previamente a convertirse en parque nacional bajo la órbita de la APN. Finalmente, en junio de 2022, se incluyó a la laguna dentro del área del Parque Nacional Ansenuza, creado en esa misma fecha a través de la sanción de la Ley N.º 27.673. Dentro de los fundamentos de la creación del parque nacional se ha expresado que:
[el parque] abarca un total de 661.416 hectáreas, incluye la Laguna de Mar Chiquita o Mar de Ansenuza, que es el mayor lago salado de Sudamérica y el quinto a nivel mundial. Junto a los Bañados del Río Dulce conforman un enorme humedal, que es considerado un espacio fundamental para la conservación de la biodiversidad y forma parte de la lista de Sitios Ramsar, integrada por aquellos humedales de importancia internacional.
La reserva está integrada además a la red hemisférica de reservas para aves playeras, como sitio de categoría «hemisférico». Ha sido designada también Sitio Ramsar desde mayo de 2002, y pertenece a la red Living Lakes (red internacional de cooperación entre lagos y lagunas de gran valor ecológico).

## Localidades y parajes aledaños

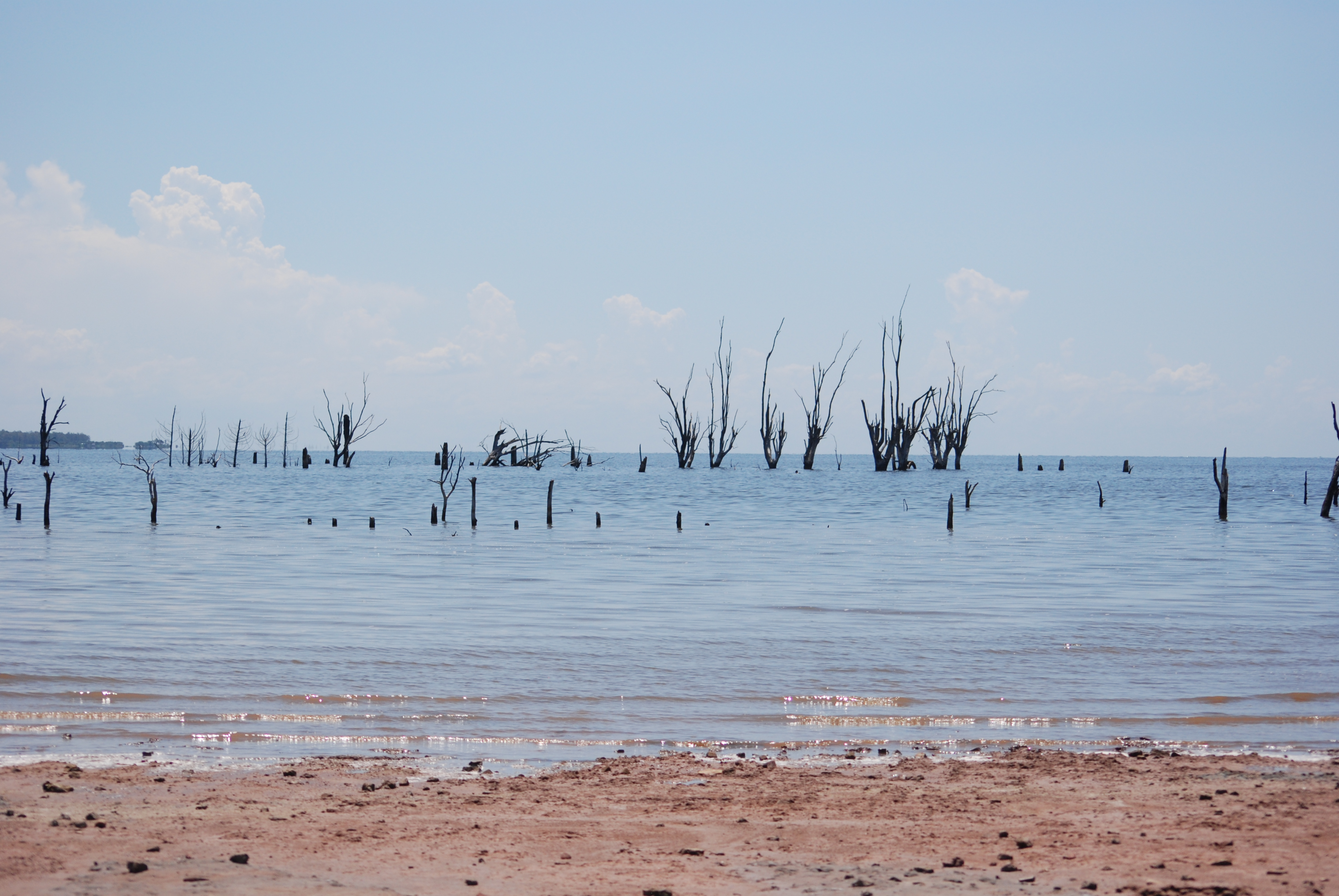
Este lago salado, que está en el centro del país, crece y se encoge continuamente y casas y calles enteras se pierden dentro del agua.

La única población ribereña de este mar interior se ubica en la costa sur, es el centro balneario de Miramar. Unos 12 km en línea recta hacia el oeste de dicha ciudad, también en la costa sur y como salida balnearia septentrional de la pequeña ciudad de Marull —a unos 16 km de la misma— se encuentra el sitio llamado «Playa Grande» que se extiende unos 12 km —aproximadamente entre las coordenadas 30°54′07″S 62°48′51″O / -30.90194, -62.81417 al oeste y las 30°54′15″S 62°46′14″O / -30.90417, -62.77056 al este—; aunque el principal balneario de Marull se encuentra en una ensenada a pocos kilómetros al oeste, en la zona llamada Laguna del Plata. Kilómetros antes se encuentra la localidad de La Para donde se encuentra el comedor Ruta 17 conocido por su especialidad en pejerrey, pocos kilómetros al noreste de La Para y casi en la costa sursuroeste del Mar de Ansenuza se ubica el paraje denominado Pozo de las Palomas. La Laguna La Plata se ubica en las coordenadas (30°55′11″S 62°51′43″O / -30.91972, -62.86194) y trátase en realidad en una bahía muy cerrada de Mar Chiquita. En las coordenadas: 30°53′22″S 62°39′09″O / -30.88944, -62.65250, a 4 km al noroeste de Miramar, se hallan las ruinas del balneario conocido como Colonia Muller, el que fue una colonia de vacaciones perteneciente al estado nacional creada en la primera mitad de la década de 1950 pero luego fue abandonada.
En la costa norte de este mar interior, la zona de humedales y del delta del Petri (o río Dulce) hace imposible la existencia de playas fijas, existiendo solo parajes (caseríos) cercanos a la costa como el de El Mistolar (30°17′39″S 62°57′54″O / -30.29417, -62.96500) y a unos 10 km al este, el pequeño paraje: «Los Huecos».

## Turismo

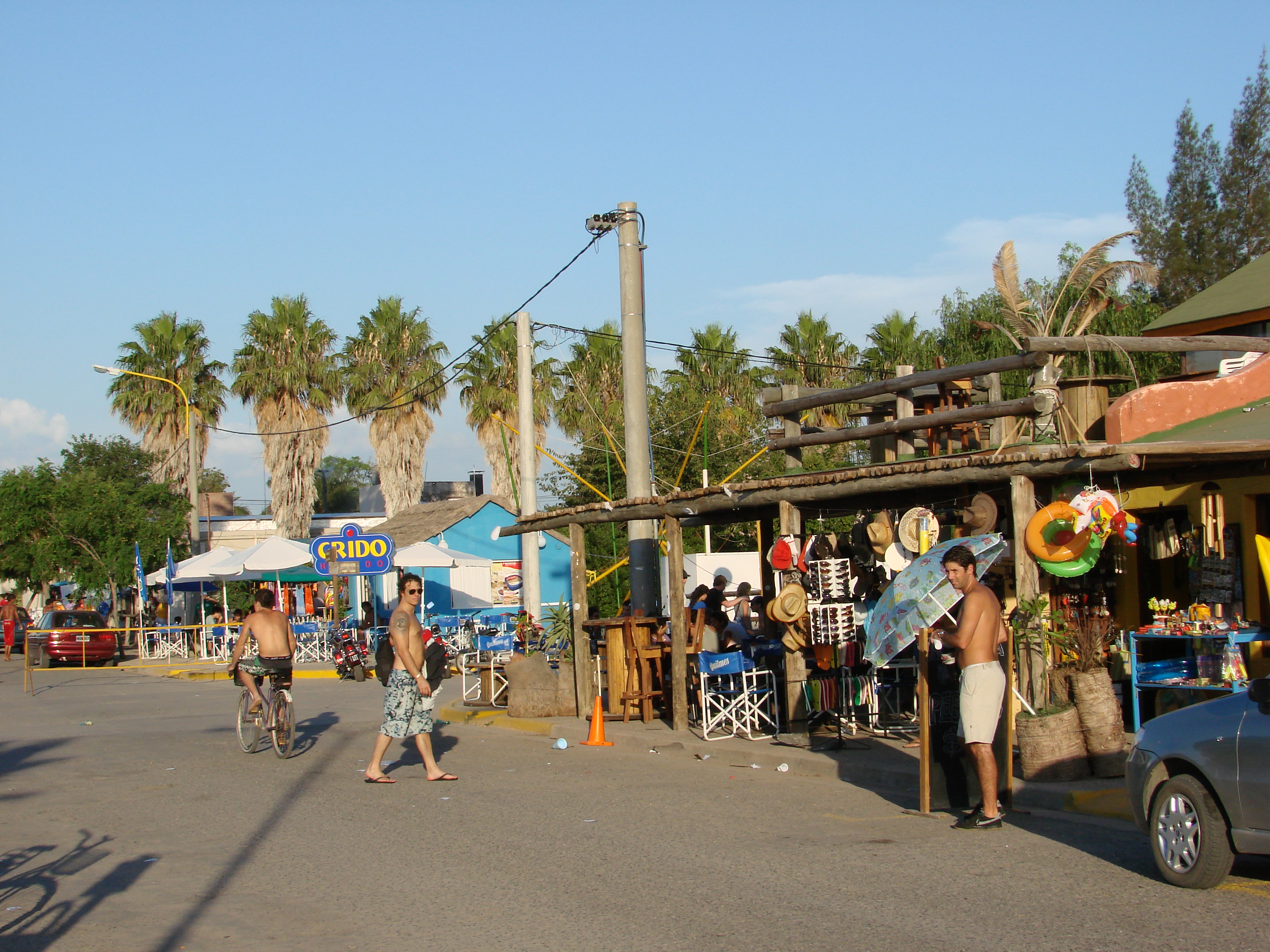
La calle costera de Miramar de Ansenuza en verano, la única localidad sobre las costas de Mar Chiquita en Córdoba, Argentina.

La laguna es una zona turística aún poco conocida y explotada, a pesar de sus paisajes, clima agradable y su verdadero aspecto de mar interior de oleaje elevado debido al viento. Las costas occidental y septentrional están prácticamente deshabitadas y por este motivo presentan paisajes naturales vírgenes y de difícil acceso en donde, entre otros animales silvestres, se encuentran aguaraguazús y pecaríes. Ciertas zonas costeras han cobrado fama por sus lodos terapéuticos, por otra parte el antiguo Gran Hotel Viena actualmente abandonado como hotel, ha sido transformado en un museo. Con todo en su costa sur se han desarrollado poblaciones que obtienen recursos del turismo: Miramar, Balnearia, Marull, La Para, Altos de Chipión etc. Casi veinte kilómetros al este de las costas se encuentra la antigua población de Morteros (fundada como fortín español en el siglo XVII sobre un asentamiento de sanavirones o salavinones).
Las sales presentes en la laguna, mencionadas anteriormente, embeben las arenas, limos y arcillas del lecho y las costas, motivo por el cual ciertas playas de Mar Chiquita poseen arenas con propiedades terapéuticas; de modo que estas son utilizables para las llamadas arcilloterapia y fangoterapia, y muy valiosas para cosmética natural.
Debido a la extensión de su espejo de agua permite la navegación a vela, el windsurf y el kitesurf entre otros deportes acuáticos.